# 5000 lire "Pisanello"
Con D.M.T. 14 luglio 1995 venne autorizzata l'emissione di una moneta commemorativa in argento del valore nominale di 5000 lire   dedicata alla VI centenario della nascita di Pisanello.

## Dati tecnici
Al dritto è riprodotto un autoritratto del Pisanello, in basso a sinistra stanno, su due righe, le date 1395 e 1995 e, lungo il bordo, il nome dell'autore DRIUTTI; in giro è scritto "REPVBBLICA ITALIANA". 
Al rovescio al centro riproduzione di una medaglia di Pisanello rappresentante Ludovico III Gonzaga in armatura a cavallo; a sinistra è indicato il valore, mentre in giro vi è la legenda "6° CENTENARIO NASCITA DEL PISANELLO".
Nel contorno: godronatura discontinua.
Il diametro è di 32 mm, il peso di 18 g e il titolo è di 835/1000
La moneta è presentata nella duplice versione fior di conio e fondo specchio, rispettivamente in 37.700 e 7.800 esemplari.